# Corynoptera densospica
Corynoptera densospica är en tvåvingeart som beskrevs av Werner Mohrig 1999. Corynoptera densospica ingår i släktet Corynoptera och familjen sorgmyggor. Inga underarter finns listade i Catalogue of Life.